# Autoba purpurascens
Autoba purpurascens är en fjärilsart som beskrevs av Embrik Strand 1917. Autoba purpurascens ingår i släktet Autoba och familjen nattflyn. Inga underarter finns listade i Catalogue of Life.